# Johan Gielen
Johan Gielen (ur. 23 lutego 1968 w Mol, Belgia) – belgijski DJ grający głęboki trance, progressive oraz tech house.
Swój pierwszy set "zmontował" na gramofonach już w wieku 17 lat. Zadebiutował na scenie muzycznej albumem "Beauty of Silence", który po części nagrał ze swoim kolegą i zarazem ko-producentem Svenem Maesem. W 2000 przygotowywał się do objazdowego festiwalu, który odbywał się w Niemczech, Południowej Afryce oraz w Norwegii. W tym samym roku także wspólnie ze Svenem Maesem założył wytwórnię Johan Gielen Music Productions. Tiesto Black Hole Recordings w 2001 na licencji labelu Gielena wydał jego track "In Trance We Trust 004", który rozszedł się w ponad 60 000 egzemplarzy na terytorium całej Europy. Rok później Johan rozpoczął swoim nazwiskiem TOP 50 najlepszych DJ-ów według DJ Magazine TOP 100. Jak sam mówi powodem, dla którego zaczął grać na klubowych parkietach było to, aby zaprezentować coś niepowtarzalnego. Podróżowanie po świecie daje mu możliwość pokazania swojego oryginalnego stylu. Johan Gielen nie tylko produkuje własne utwory, ale i także remiksuje tracki takich gwiazd jak Boy George, Delerium, Tiesto, Chicane lub Safri Duo. Zyskał dzięki temu przychylność i życzliwość bywalców imprez na Ibizie. Kluby podczas jego występów są maksymalnie zapełnione, szczególnie na terenach Holandii i Walii, gdzie DJ zyskał duży rozgłos oraz popularność. Swój sukces zawdzięcza także holenderskiej wytwórni Dutch ID&T Records, która wprowadziła go w krąg najlepszych trance'owych DJ-ów świata. Występował na największych i najbardziej znanych festiwali muzycznych na świecie m.in. Tomorrowland, Sensation, Transmission czy na Sunrise Festival w Kołobrzegu.